# Bohemian FC
A Bohemian FC (írül An Cumann Peile Bóithéimeach), a sajtóban legtöbbször Bohemians egy ír labdarúgócsapat.

## Európában

### Statisztika az egyes kupákban
BEK/BL:
| Részvétel | Mérk. | Gy | D | V | RG | KG |
| --------- | ----- | -- | - | - | -- | -- |
| 4         | 14    | 3  | 3 | 8 | 11 | 23 |

UEFA-kupa:
| Részvétel | Mérk. | Gy | D | V  | RG | KG |
| --------- | ----- | -- | - | -- | -- | -- |
| 12        | 26    | 3  | 7 | 16 | 14 | 48 |

KEK:
| !Részvétel | Mérk. | Gy | D | V | RG | KG |
| ---------- | ----- | -- | - | - | -- | -- |
| 3          | 8     | 2  | 2 | 4 | 6  | 13 |

Intertotó-kupa:
| Részvétel | Mérk. | Gy | D | V | RG | KG |
| --------- | ----- | -- | - | - | -- | -- |
| 3         | 10    | 4  | 0 | 6 | 15 | 20 |

Összesen:
| Részvétel | Mérk. | Gy | D  | V  | RG | KG  |
| --------- | ----- | -- | -- | -- | -- | --- |
| 22        | 58    | 12 | 12 | 34 | 46 | 104 |

### Az eddigi mérkőzések
| Szezon  | Kupa                      | Ország        | Csapat                | Eredmény             |
| ------- | ------------------------- | ------------- | --------------------- | -------------------- |
| 1970-71 | KEK selejtező             | Csehszlovákia | TJ Gottwaldov         | 1-2, 2-2 (3-4 össz.) |
| 1972-73 | UEFA-kupa 1. forduló      | GER           | 1. FC Köln            | 1-2, 0-3 (1-5 össz.) |
| 1974-75 | UEFA-kupa 1. forduló      | GER           | Hamburger SV          | 0-3, 0-1 (0-4 össz.) |
| 1975-76 | BEK 1. fordul             | skót          | Rangers FC            | 1-4, 1-1 (2-5 össz.) |
| 1976-77 | KEK 1. forduló            | dán           | Esbjerg fB            | 2-1, 1-0 (3-1 össz.) |
|         | KEK 2. forduló            | POL           | Śląsk Wrocław         | 0-3, 0-1 (0-4 össz.) |
| 1977-78 | UEFA-kupa 1. forduló      | angol         | Newcastle United FC   | 0-0, 0-4 (0-4 össz.) |
| 1978-79 | BEK 1. forduló            | Ciprus        | AC Omonia             | 1-2, 1-0 (2-2 össz.) |
|         | BEK 2. forduló            | NDK           | Dynamo Dresden        | 0-0, 0-6 (0-6 agg.)  |
| 1979-80 | UEFA-kupa 1. forduló      | POR           | Sporting Lisszabon    | 0-2, 0-0 (0-2 össz.) |
| 1984-85 | UEFA-kupa 1. forduló      | skót          | Rangers FC            | 3-2, 0-2 (3-4 össz.) |
| 1985-86 | UEFA-kupa 1. forduló      | skót          | Dundee United         | 2-5, 2-2 (4-7 össz.) |
| 1987-88 | UEFA-kupa 1. forduló      | skót          | Aberdeen FC           | 0-0, 0-1 (0-1 össz.) |
| 1992-93 | KEK selejtező             | Románia       | Steaua București      | 0-4, 0-0 (0-4 össz.) |
| 1993-94 | UEFA-kupa 1. forduló      | FRA           | Girondins de Bordeaux | 0-1, 0-5 (0-6 össz.) |
| 1995    | Intertotó-kupa 1. forduló | DEN           | Odense BK             | 0-2                  |
|         | Intertotó-kupa 1. forduló | FIN           | HJK Helsinki          | 2-3                  |
|         | Intertotó-kupa 1. forduló | FRA           | Girondins de Bordeaux | 0-2                  |
|         | Intertotó-kupa 1. forduló | SWE           | IFK Norrköping        | 0-5                  |
| 1996-97 | UEFA-kupa 1. selejtezőkör | fehérorosz    | Dinama Minszk         | 1-1, 0-0 (1-1 össz.) |
| 1997-98 | UEFA-kupa selejtező       | HUN           | Ferencvárosi TC       | 0-1, 0-5 (0-6 össz.) |
| 2000-01 | UEFA-kupa selejtező       | skót          | Aberdeen FC           | 2-1, 0-1 (2-2 össz.) |
|         | UEFA-kupa 1. forduló      | GER           | 1. FC Kaiserslautern  | 1-3, 1-0 (2-3 össz.) |
| 2001-02 | BL 1. selejtezőkör        | észt          | FC Levadia Maardu     | 3-0, 0-0 (3-0 össz.) |
|         | BL 2. selejtezőkör        | SWE           | Halmstads BK          | 1-2, 0-2 (1-4 össz.) |
| 2003-04 | BL 1. selejtezőkör        | fehérorosz    | FK BATE Bariszav      | 0-1, 3-0 (3-1 össz.) |
|         | BL 1. selejtezőkör        | norvég        | Rosenborg BK          | 0-1, 0-4 (0-5 össz.) |
| 2004-05 | UEFA-kupa 1. forduló      | észt          | FC Levadia Tallinn    | 0-0, 1-3 (1-3 Össz.) |
| 2005    | Intertotó-kupa 1. forduló | Belgium       | KAA Gent              | 1-0, 1-3 (2-3 össz.) |
| 2008    | Intertotó-kupa 1. forduló | Wales         | Rhyl                  | 5-1, 4-2 (9-3 össz.) |
|         | Intertotó-kupa 2. forduló | lett          | FK Rīga               | 0-1, 2-1 (2-2 össz.) |

## Jelenlegi keret
2023. 09. 12.
| #  |     | Poszt | Név             |
| -- | --- | ----- | --------------- |
| 1  | IRL | K     | Shane Supple    |
| 25 | IRL | K     | Colin McCabe    |
| 2  | IRL | V     | Derek Pender    |
| 3  | IRL | V     | Darragh Leahy   |
| 4  | IRL | V     | Dan Casey       |
| 5  | IRL | V     | Robert Cornwall |
| 6  | IRL | V     | Dan Byrne       |
| 19 | IRL | V     | Jonathan Lunney |
| 23 | IRL | V     | Patrick Kirk    |
| 7  | IRL | KP    | Karl Moore      |
| 8  | IRL | KP    | Philipp Gannon  |
| 10 | IRL | KP    | Keith Ward      |
| 14 | IRL | KP    | Pat Kavanagh    |

| #  |         | Poszt | Név                                             |
| -- | ------- | ----- | ----------------------------------------------- |
| 15 | IRL     | KP    | Oscar Brennan                                   |
| 16 | IRL     | KP    | Keith Buckley                                   |
| 18 | IRL     | KP    | Ian Morris                                      |
| 21 | IRL     | KP    | Jamie Hamilton                                  |
| 22 | IRL     | KP    | John Ross Wilson                                |
| 26 | IRL     | KP    | Dylan Watts (Kölcsönben aLeicester City U23tól) |
| 27 | IRL     | KP    | Rob Manley                                      |
| 9  | IRL     | CS    | Dinny Corcoran                                  |
| 11 | IRL     | CS    | Kevin Devaney                                   |
| 12 | IRL     | CS    | Daniel Grant                                    |
| 17 | Románia | CS    | Christian Magerusan                             |
| 24 | IRL     | CS    | Ryan Swan                                       |
| 28 | IRL     | CS    | Eoghan Stokes                                   |

## Ismertebb játékosok
| - Robbie Best - Ed Brookes - Willie Browne - Stephen Caffrey - Harry Cannon - Jimmy Conway - Ernie Crawford - Gerry Daly | - Billy Dennis - Paul Doolin - Plev Ellis - Paddy Farrell - Gareth Farrelly - Pat Fenlon - Eddie Flynn - Dominic Foley - Johnny Fullam | - Oliver St John Gogarty - Dinny Hannon - Fergal Harkin - Fred Horlacher - Kevin Hunt - Jackie Jameson - Avery John - Billy Jordan | - Mindaugas Kalonas - Peter Kavanagh - Paul Keegan - Tommy Kelly - Gino Lawless - Shaun Maher - Mick Martin - Jack McCarthy | - Noel Mitten - Brian Mooney - Alex Nesovic - Rocky O'Brien - Tony O'Connell - Tony O'Connor - Turlough O'Connor - Kevin O'Flanagan | - Mick O'Flanagan - Dermot O'Neill - Mark Rutherford - Harold Sloan - Derek Swan - Dave Tilson - Stephen Ward |

## Vezetőedzők
| Évek                 | Név               | Bajnok | Kupagyőztes | Ligakaupa-győztes |
| -------------------- | ----------------- | ------ | ----------- | ----------------- |
| 1964-1967, 1968-1973 | Seán Thomas       |        | 1           |                   |
| 1973-1990            | Billy Young       | 2      | 1           | 2                 |
| 1990-1993            | Eamonn Gregg      |        | 1           |                   |
| 1993-1998            | Turlough O'Connor |        |             |                   |
| 1998                 | Joe McGrath       |        |             |                   |
| 1998-2001            | Roddy Collins     | 1      | 1           |                   |
| 2001                 | Pete Mahon        |        |             |                   |
| 2001-2004            | Stephen Kenny     | 1      |             |                   |
| 2005-2006            | Gareth Farrelly   |        |             |                   |
| 2006-2007            | Sean Connor       |        |             |                   |
| 2007-                | Pat Fenlon        | 1      | 1           |                   |

## Sikerek
- Bajnok: 11
  - 1923–24, 1927–28, 1929–30, 1933–34, 1935–36, 1974–75, 1977–78, 2000–01, 2002–03, 2008, 2009
- FAI-kupa-győztes: 7
  - 1928, 1935, 1970, 1976, 1992, 2001, 2008
- Kupagyőztes: 1
  - 1908
- Ligakupa-győztes: 3
  - 1975, 2009
- League of Ireland Shields: 6
  - 1924, 1928, 1929, 1934, 1939, 1940
- Dublin City Cups: 1
  - 1936
- Inter-City Cups: 1
  - 1945
- Top Four Cups: 1
  - 1972
- Leinster Senior Cups: 31, 1894-1998 (rekord)
- LFA President's Cups: 12
- Acieries D'Angeleur: 1
  - 1929

## Külső hivatkozások
- Hivatalos weboldal
- TheBohs.com: fórum Archiválva 2011. április 30-i dátummal a Wayback Machine-ben
- Bohemians Community Scheme
- Bohsnews.com: hírek
- DCU Bohs rajongói oldal Archiválva 2008. október 11-i dátummal a Wayback Machine-ben
- Bohs.ie
- Blog